# Łabna (rzeka)

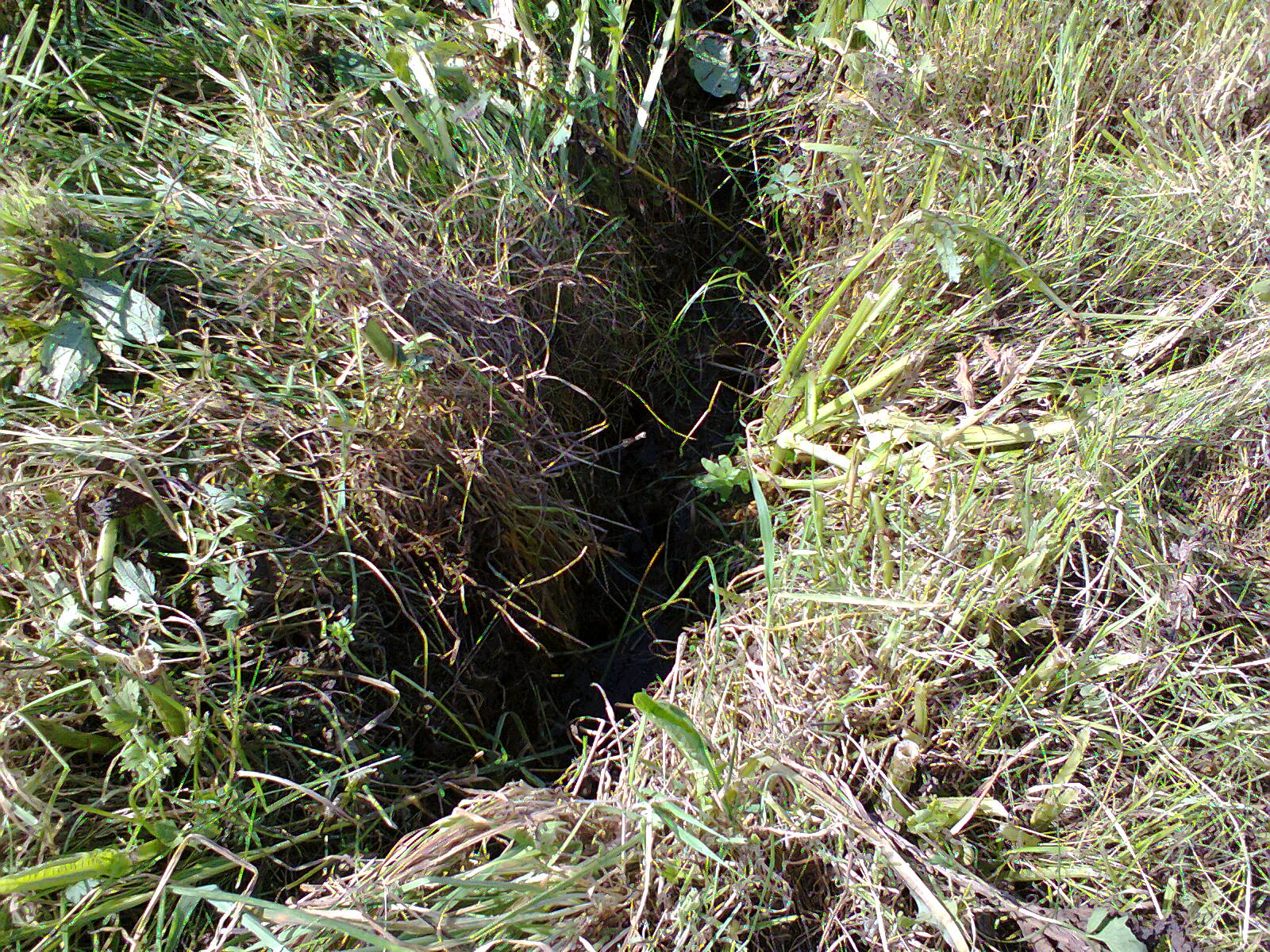
Źródło Łabnianki w okolicach Obiedzina

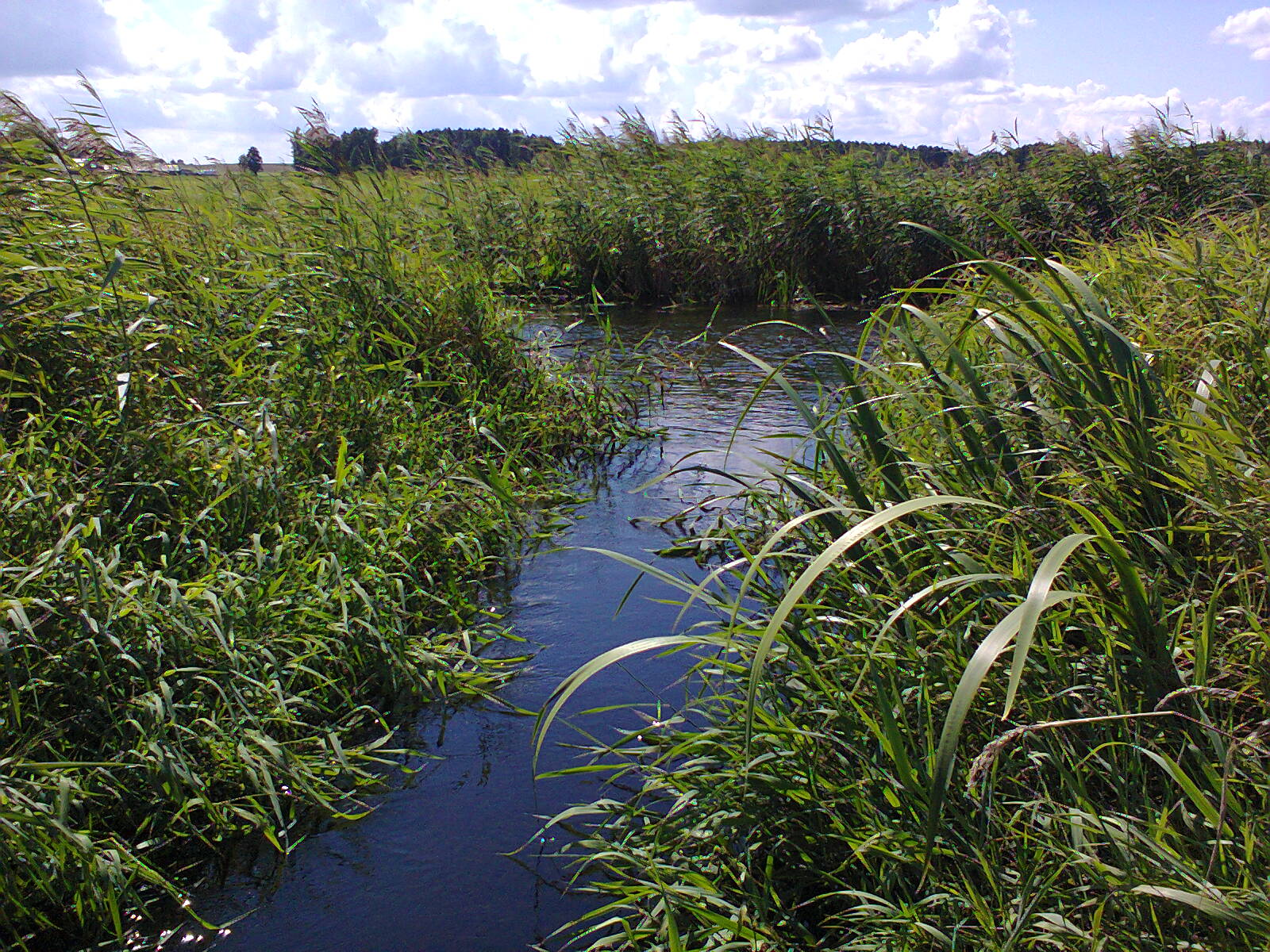
Ujście Łabnianki do Skrody

Łabna zwana również Łabno lub Łabnianka – rzeka w Polsce w północno-zachodniej części województwa podlaskiego w powiecie kolneńskim. Przepływa przez gminy powiatu kolneńskiego: miasto Kolno i gminę Kolno. Oficjalnie sklasyfikowana jako struga.
Średni spadek rzeki wynosi około 0,5%. Szerokość koryta mieści się w granicach od 3,0 do 6,0 m, jego głębokość od l,0 do 1-5 m, zlewnia rzeki tylko w obrębie miasta Kolna wynosi 60 km². Cała dolina rzeki porośnięta jest niskimi torfowiskami, w przeszłości użytkowanymi gospodarczo.
W źródłach historycznych znana od XIV w. jako Lubna, w niektórych dokumentach krzyżackich jej korytem miała przebiegać granica z Mazowszem. Ze względu na ujście w silnie zabagnionej okolicy do XVIII w. uważano, że Łabna uchodzi bezpośrednio do Pisy.
- Źródła w okolicach Obiedzina, jest też odnoga ze źródłem we wsi Tyszki-Łabno
- Ujście do rzeki Skrody w okolicy Janowa